# Harold Goodwin
Harold Goodwin (Peoria, 1º dicembre 1902 – Woodland Hills, 12 luglio 1987) è stato un attore statunitense.
Nella sua carriera, iniziata nel 1915, girò oltre duecentosessanta tra pellicole e film televisivi.

## Biografia
Nato a Peoria, nell'Illinois, debuttò nel cinema nel 1915, appena adolescente. Uno dei suoi ruoli più popolari ai tempi del muto fu quello di Jeff Brown, il rivale di Buster Keaton in Tuo per sempre (1927). Con Keaton, girò anche Il cameraman (1928). Il passaggio dal muto al sonoro non presentò problemi per Goodwin che, nel 1930, fece parte del cast di All'ovest niente di nuovo di Lewis Milestone.
Nei suoi ultimi anni, Goodwin diventò un caratterista nei film western, lavorando anche come stuntman.
Morì nel 1987 a Woodland Hills, in California, all'età di ottantaquattro anni.

## Riconoscimenti
- Young Hollywood Hall of Fame
  - 1919 – Young Hollywood Hall of Fame[1]

## Filmografia parziale

### Attore

#### Cinema
- Mike's Elopement (1915)
- The Little Orphans, regia di John Gorman (1915)
- Old Heidelberg, regia di John Emerson (1915)
- Overland Red, regia di Lynn Reynolds (1915)
- The Sawdust Ring, regia di Charles Miller, Paul Powell (1917)
- A Society Sensation, regia di Paul Powell (1918)
- Heart o' the Hills, regia di Sidney Franklin e Joseph De Grasse (1919)
- The Winning Girl, regia di Robert G. Vignola (1919)
- Puppy Love, regia di Roy William Neill (1919)
- Sogno e realtà (Suds), regia di John Francis Dillon (1920)
- Burning Words, regia di Stuart Paton (1923)
- Alice Adams, regia di Rowland V. Lee (1923)
- Arizona Express, regia di Tom Buckingham (1924)
- That French Lady, regia di Edmund Mortimer (1924)
- Riders of the Purple Sage, regia di Lynn Reynolds (1925)
- The Talker, regia di Alfred E. Green (1925)
- Morte al volante (The Honeymoon Express), regia di James Flood e, non accreditato Ernst Lubitsch (1926)
- Tuo per sempre (College), regia di James W. Horne e, non accreditato, Buster Keaton (1927)
- Il cameraman (The Cameraman), regia di Edward Sedgwick (1928)
- All'ovest niente di nuovo (All Quiet on the Western Front), regia di Lewis Milestone (1930)
- Dirigibile (Dirigible), regia di Frank Capra (1931)
- The Texas Rangers Ride Again, regia di James P. Hogan (1940)
- Brooklyn Orchid, regia di Kurt Neumann (1942)
- Salomè (Salome Where She Danced), regia di Charles Lamont (1945)
- Tokyo Joe, regia di Stuart Heisler (1949)
- Radar Patrol vs. Spy King, regia di Fred C. Brannon (1949)
- On the Right Side – cortometraggio (1949)
- Donna in fuga (Woman in Hiding), regia di Michael Gordon (1950)
- The Great Rupert, regia di Irving Pichel (1950)
- Bill il sanguinario (The Kid from Texas), regia di Kurt Neumann (1950)
- The Vanishing Westerner, regia di Philip Ford (1950)
- La regina dei tagliaborse (I Was a Shoplifter), regia di Charles Lamont (1950)
- The Invisible Monster, regia di Fred C. Brannon (1950)
- Desperadoes of the West, regia di Fred C. Brannon (1950)
- L'assalto al treno postale (Wyoming Mail), regia di Reginald Le Borg (1950)
- The Misadventures of Buster Keaton, regia di Arthur Hilton (1950)
- Gianni e Pinotto contro l'uomo invisibile (Bud Abbott Lou Costello Meet the Invisible Man), regia di Charles Lamont (1951)
- L'assedio di Fort Point (The Last Outpost), regia di Lewis R. Foster (1951)
- Ma and Pa Kettle Back on the Farm, regia di Edward Sedgwick (1951)
- Comin' Round the Mountain, regia di Charles Lamont (1951)
- Il fuggiasco di Santa Fè (Cattle Drive), regia di Kurt Neumann (1951)
- Questi dannati quattrini (Double Dynamite), regia di Irving Cummings (1951)
- Here Come the Nelsons, regia di Frederick de Cordova (1952)
- Paradise for Buster, regia di Del Lord – cortometraggio (1952)
- Ma and Pa Kettle on Vacation, regia di Charles Lamont (1952)
- L'urlo della foresta (The Blazing Forest), regia di Edward Ludwig (1952)
- La ribelle del West (The Redhead from Wyoming), regia di Lee Sholem (1953)
- Ma and Pa Kettle at Waikiki, regia di Lee Sholem (1953)
- Viaggio al pianeta Venere (Abbott and Costello Go to Mars), regia di Charles Lamont  (1953)
- Non sparare, baciami! (Calamity Jane), regia di David Butler (1953)
- La mano vendicatrice (Ride Clear of Diablo), regia di Jesse Hibbs (1954)
- Furia nera (Black Horse Canyon), regia di Jesse Hibbs (1954)
- Pioggia di piombo (Black Tuesday), regia di Hugo Fregonese (1954)
- Abbott and Costello Meet the Keystone Kops, regia di Charles Lamont (1955)
- La terra degli Apaches (Walk the Proud Land), regia di Jesse Hibbs (1956)
- La rivolta dei cowboys (Showdown at Abilene), regia di Charles F. Haas (1956)
- Joe Butterfly, regia di Jesse Hibbs (1957)
- Passaggio di notte (Night Passage), regia di James Neilson (1957)
- Il capitano dei mari del sud (Twilight for the Gods), regia di Joseph Pevney (1958)
- La mummia (The Mummy), regia di Terence Fisher (1959)
- La pallottola senza nome (No Name on the Bullet), regia di Jack Arnold (1959)
- Cominciò con un bacio (It Started with a Kiss), regia di George Marshall (1959)
- The Leech Woman, regia di Edward Dein (1960)
- Ritratto in nero (Portrait in Black), regia di Michael Gordon (1960)
- Spartacus, regia di Stanley Kubrick (1960)
- Il terrore dei Tongs (The Terror of the Tongs), regia di Anthony Bushell (1961)
- Va nuda per il mondo (Go Naked in the World), regia di Ranald MacDougall e Charles Walters (1961)
- Operazione terrore (Experiment in Terror), regia di Blake Edwards (1962)
- Fammi posto tesoro (Move Over, Darling), regia di Michael Gordon (1963)
- La più allegra avventura (The Brass Bottle), regia di Harry Keller (1964)
- Elettroshock (Shock Treatment), regia di Denis Sanders (1964)
- Destino in agguato (Fate Is the Hunter), regia di Ralph Nelson (1964)
- I morituri (Morituri), regia di Bernhard Wicki (1965)
- Mai con la luna piena (The Boy Who Cried Werewolf), regia di Nathan Juran (1973)

#### Televisione
- Il cavaliere solitario (The Lone Ranger) – serie TV, episodio 01x31 (1950)
- The Buster Keaton Show – serie TV (1950)
- Life with Buster Keaton – serie TV (1951)
- Hopalong Cassidy – serie TV, episodio 01x17 (1952)
- Adventures of Superman – serie TV, episodio 01x23 (1953)
- Gianni e Pinotto (The Abbott and Costello Show) – serie TV, episodio 01x23 (1953)
- I'm the Law – serie TV, episodio 01x19 (1953)
- The Public Defender – serie TV, episodio 01x19 (1954)
- Combat Sergeant – serie TV, episodio 1x10 (1956)
- Avventure in elicottero (Whirlybirds) – serie TV, episodio 01x04 (1957)
- Tales of Wells Fargo – serie TV, episodio 01x07 (1957)
- Harbor Command – serie TV, episodio 1x23 (1958)
- Lassie – serie TV, episodio 5x08 (1958)
- La pattuglia della strada (Highway Patrol) – serie TV, episodi 2x32-3x39-4x27 (1957–1959)
- Gunsmoke – serie TV, episodi 5x14-5x15-5x29 (1959–1960)
- Gli uomini della prateria (Rawhide) – serie TV, episodio 2x19 (1960)
- This Man Dawson – serie TV, episodi 1x28-1x30 (1960)
- Carovane verso il west (Wagon Train) – serie TV, episodi 3x33-7x27 (1960-1964)
- Whispering Smith – serie TV, episodio 1x08 (1961)
- Perry Mason – serie TV, episodio 6x15 (1963)
- Daniel Boone – serie TV, 8 episodi (1965-1968)

## Doppiatori italiani
- Giorgio Capecchi in All'ovest niente di nuovo
- Gianfranco Bellini in La mummia